# América Managua
Maillots
L'América Managua est un club nicaraguayen de football basé à Managua.

## Palmarès
- Championnat du Nicaragua (3)
  - Champion : 1985, 1988, 1990

- Coupe du Nicaragua (0)
  - Finaliste : 2005

1. ↑  Seuls les principaux titres en compétitions officielles sont indiqués ici.